# Nový kreativní index
Nový kreativní index (ve zkratce NKI) vznikl jako nástroj kreativní ekonomie, s jehož pomocí je možné analyzovat soubor vybraných územních celků na základě jejich kreativního potenciálu. NKI ideologicky vychází z práce Richarda Floridy a jeho kreativního indexu, avšak náplň individuálních indexů je zcela odlišná.

## Vazby na kreativní ekonomii
Kreativní ekonomie prezentuje novou růstovou teorii přelomu 20. a 21. století. Její vznik je vázán na rozvoj informačních a komunikačních technologií (ICT), internetu a globalizace. Změny vyplývající z uvedených faktorů vyvolaly transformaci zaběhlých obchodních modelů, ale zároveň způsobily i výrazné společenské změny. Tyto nové skutečnosti zaznamenává právě kreativní ekonomie a rozšiřuje tak již zaběhlé růstové teorie o společensko-kulturní a urbanistický aspekt.
Hospodářský růst v rozvinutých zemích a jejich regionech bude v budoucnu čím dál více záviset na přítomnosti kreativity, kterou ztělesňují kreativní pracovníci. Zajištění konkurenceschopnosti ovšem nezávisí pouze na přítomnosti kreativních pracovníků, ale zároveň i na vytvoření vhodných podmínek pro rozvoj kreativního potenciálu a schopnosti transformovat jej do využitelných inovací.
Alokace kreativního potenciálu je z geografického pohledu nerovnoměrná a odvíjí se od dvou základních faktorů vázaných k místu lokace. První faktor je vázán na pracovní trh. V takovém případě se nejedná pouze o vytvoření vhodných pracovních pozic, ale zejména o vytvoření vhodných pracovních podmínek (zejména legislativních). Druhý faktor se odvíjí od charakteristiky lokality a to ve smyslu, jak její otevřenosti, tak i vybavenosti pro volnočasové aktivity. Pochopení základních faktorů, které vytváří podmínky pro koncentraci kreativního potenciálu, je prvním krokem ve snaze o hospodářský rozvoj regionu.
Mnozí ekonomové se dnes stále pokoušejí ve svých studiích analyzovat kreativní potenciál regionů. V mnohých případech však používají kontroverzní či těžko měřitelné soubory dat, které navíc často nejsou dostupné pro menší územní celky. Z tohoto důvodu vznikl Nový kreativní index, aby poskytl vhodný nástroj pro analýzu kreativního potenciálu vybraných územních celků.

## Konstrukce NKI
NKI pracuje s jednoznačně definovanými ukazateli, které jsou jasně měřitelné a mezinárodně srovnatelné. Vybrané indexy jsou rozděleny do tří základních skupin, které odpovídají 3T modelu Richarda Floridy – talent, technologie a tolerance. Ovšem obsah jednotlivých indexů a jejich několikanásobně vyšší počet NKI výrazně odlišuje. Oblast tolerance navíc bývá často členěna do dvou sub-oblastí zabývajících se zvlášť lidmi a prostředím.
Struktura NKI není striktně dána, ale musí plnit několik základních charakteristických a obsahových rysů. Data musí být jednoznačně měřitelná, srovnatelná a dostupná u všech zkoumaných regionů. Z obsahového hlediska se dílčí indexy musí vázat buď na podmínky směřující k rozvoji kreativity, nebo na výstup kreativního prostředí.
Oblast talentu – zde se nachází ukazatele vázané na vzdělanostní strukturu, konkrétněji na vysokoškolskou úroveň, počet pracovníků s vysokoškolským vzděláním či počet pracovníku v oblasti VaV. Jako vedlejší indexy lze zahrnout údaje o nezaměstnanosti mladistvých či výdajích na VaV.
Technologická oblast – základní ukazatele vycházejí z teoretického rámce kreativní ekonomie, který je spojován s rozvojem ICT. Z tohoto důvodu jsou hlavní ukazatele vázány na služby, produkty či zaměstnanost v oblasti ICT a práci s internetem. Dále je zde možné zahrnout ukazatele vázané na specifická technologická odvětví a vybraná odvětví služeb.
Toleranční oblast – zvolené ukazatele musí analyzovat jak oblast týkající se osob, tak i prostředí pro život. Z první kategorie je třeba zahrnout odpovídající ukazatele mobility a struktury osob v dané lokalitě. V druhé kategorii se nacházejí ukazatele týkající se kultury, zábavy, kriminality, či vybavenosti lokality pro volnočasové aktivity.

## Výstupy NKI

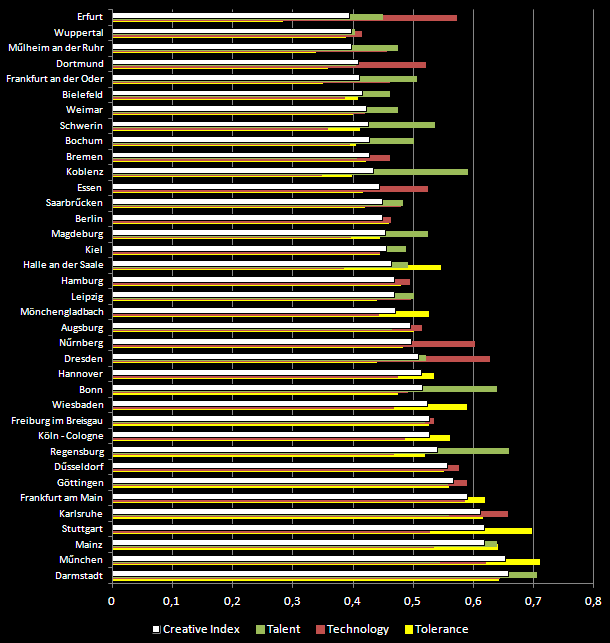
Selected tors in Germany, according to the New Creative Index

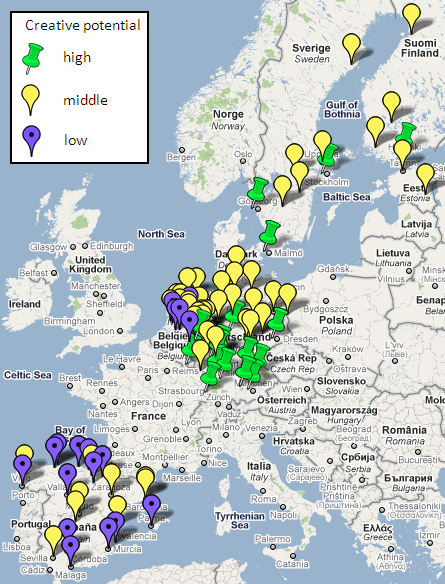
New Creative Index – the geographical allocation

První konstrukci NKI za účelem mapování kreativního potenciálu provedli ekonomové Jitka Kloudová a Ondřej Chwaszcz ve své studii „New Way of Analysis of Creative Centers within Europe“ na případu 37 německých měst. V rámci NKI bylo využito 27 dílčích indexů, s jejichž pomocí byl určen kreativní potenciál zkoumaných měst.
Výsledek této analýzy potvrdil základní tezi kreativní ekonomie. Regiony s vyšším kreativním potenciálem dosahovaly výrazně vyšší hospodářské úrovně. Vazba mezi kreativním potenciálem (NKI) a HDP byla vyjádřena korelačním koeficientem ve výši 0,71, což svědčí o velmi těsné pozitivní vazbě.
Tento výsledek potvrdili stejní autoři ve své další analýze, která zahrnovala dokonce 89 měst z několika evropských zemí. I v tomto případě a přes velký datový soubor byla prokázaná středně významná vazba mezi kreativním potenciálem (NKI) a ukazatelem HDP na zaměstnance vyjádřená korelačním koeficientem ve výši 0,42. Kompletní analýza je rozebrána v jednotlivých studiích autorů.